# Adopterade Koreaners Förening
Adopterade Koreaners Förening (AKF) är en ideell förening bildad 1988 i Stockholm i Sverige på initiativ av en grupp adopterade koreaner i Sverige tillsammans med överste Pyun, dåvarande militärattaché på Republiken Koreas ambassad i Stockholm.[källa behövs] Föreningen fungerar som remissinstans vid statliga utredningar.
AKF besitter en stor kunskap rörande adoption och hur adopterade tänker, upplever sin situation, de problem som kan uppstå: triviala och allvarliga, samt att det finns såväl positiva som negativa sidor med att vara adopterad.[källa behövs]

## Syfte
Föreningen har som främsta syfte att stödja adopterade koreaner samt främja koreansk kultur. AKF räknas som världens första förening för internationellt adopterade grundad av adopterade.
Syftet med föreningen var från början främst socialt. Det var tillräckligt meningsfullt att ha en förening för att träffa andra adopterade koreaner och för att ta reda på saker om sig själv genom att iaktta andra. Men även en nyfikenhet på varandra.[källa behövs]

## Omfattning
År 2022 fanns cirka 9 000 adopterade koreaner i Sverige. AKF har sedan starten organiserat motsvarande 10 procent av den totala populationen adopterade koreaner i Sverige. AKF har samlat erfarenhet och kunskap som i en del avseenden är exklusiv för dem som delar denna historia.[källa behövs]

## Verksamhet
I takt med att de i första generationen adopterade koreaner blir medelålders, får familj, arbete etc. har AKF:s syfte, inriktning och aktiviteter utvidgats. Förutom sociala evenemang, som fortfarande är den största delen i verksamheten, arbetar man internt med material, texter och samtal, föreläsningar kring ämnen som rör adoption, identitet, etnicitet, ursprung och Korea. AKF har producerat tre skrifter: Återresan till korea, Att leva och studera i Korea och Att vara adopterad från Korea.[källa behövs] År 2011 stod föreningen värd för International Korean Adoptee Association Gathering.